# Palm Harbor
Palm Harbour è una città dello stato americano della Florida, nella contea di Pinellas.